# Vasaloppsleden
Der  Vasaloppsleden bezeichnet die Route des Wasalaufs der von Sälen nach Mora führt. Er wurde 1991 offiziell auch als Wanderweg eröffnet. Entlang des Weges gibt es die Möglichkeit, in Hütten zu übernachten.
Es gibt die Möglichkeit, mittels Bus (DalaTrafik) an verschiedene Punkte des Weges zu gelangen.
Es wird erwartet, dass alle Wanderer das Allemansrätt beachten und generell schonend mit Umwelt und Natur umgehen.